# 黑德河 (喬治亞州)
黑德河（英語：Head River）是位於美國喬治亞州戴德縣的一個非建制地區。該地的面積和人口皆未知。

## 歷史
1830年代，黑德河首先有人聚居。

## 地理
黑德河的座標為34°39′25″N 85°30′27″W / 34.65694°N 85.50750°W，而該地的平均海拔高度為593米（即1946英尺）。